# Frida Karlsson
Frida Elisabeth Karlsson, född 10 augusti 1999 i Sollefteå, Västernorrlands län, är en svensk längdskidåkare. Hon har vunnit tio VM-medaljer och ett OS-brons i karriären och blev tidernas yngsta världsmästare i längdskidåkning genom guldet i stafett 2019. Under tremilen i Holmenkollen den 7 mars 2020 tog Karlsson sin första världscupseger och blev därmed den första svenska kvinnan att vinna den prestigefulla tävlingen. Hon blev slutsegrare i Tour de Ski 2022–2023 och den andra svenska kvinnan att vinna touren efter Charlotte Kallas vinst 2007–2008.

## Biografi

### Bakgrund och tidig karriär
Frida Karlsson är dotter till Leif Medin och Mia Karlsson samt systerdotter till Eva-Lena Frick. Hon har en äldre syster vid namn Fanny och en yngre vid namn Hannah. Både modern och mostern har varit framgångsrika skidåkare.
Karlsson tävlar för Sollefteå Skidor IF. Hon är även friidrottare i löpning och deltog på ungdoms-EM 2016 i Tbilisi i Georgien, där hon blev sjua på 3 000 meter med tiden 9.53,34, och 2015 i ungdomsfinnkampen på 3000 meter. Hon har tidigare spelat division 2-fotboll för Remsle UIF FF.

### 2017/2018 – seniordebut
Den 25 april 2018 mottog Karlsson ett stipendium titulerat ”Framtidens skidlöfte”, av Johan Olsson och en bank, för sina tävlingsresultat under säsongen 2017/18, där hon tog guld och två brons på junior-VM, samt pallplaceringar i Skandinaviska cupen. Stipendiet ger, utöver pengarna, även Karlsson möjligheten att nyttja Johan Olsson som mentor i sin fortsatta satsning. Motiveringen till stipendiet lyder: ”Frida är en enastående talang som gör fina resultat i både traditionellt och sprint. Med andra ord en åkare med en förmåga att kunna lyckas i den moderna skidåkningen.”
Karlsson fick sitt internationella genombrott som längdskidåkare när hon blev juniorvärldsmästare i skiathlon 2018. Hon debuterade några veckor senare i seniortävlingar i Skandinaviska cupen, där hon slog flera av de svenska, finländska och norska seniorlandslagsåkarna.

### 2018/2019 – VM-framgångar
Den 17 februari 2019 gjorde Karlsson sin första världscuptävling, då hon slutade sjua på 10 km klassiskt i Cogne. Några veckor tidigare hade hon vunnit två guld vid junior-VM i Lahtis. Detta ledde till att junioren Karlsson blev uttagen i den svenska truppen till senior-VM i Seefeld.
Efter en inledande femteplats i skiathlon tog hon ett sensationellt VM-silver på 10 km klassiskt, bara tolv sekunder efter Norges Therese Johaug. Hon är den tredje yngsta åkaren någonsin att ta en VM-medalj. Endast Therese Johaug och Barbara Petzold har varit yngre. Det var första gången någonsin som en svensk junior vunnit en individuell medalj i ett världsmästerskap.
I damernas VM-stafett två dagar senare körde Karlsson andrasträckan när det svenska laget vann VM-guld. Hon blev därmed den yngsta VM-guldmedaljören någonsin. Hon avslutade VM med att ta en tredje medalj genom att vinna brons i den avslutande tremilen.

### 2019/2020 – vila och återkomst
12 december 2019 meddelade Svenska skidförbundet att Frida Karlsson stoppas från allt tävlande på obestämd tid på grund av hälsoproblem. Karlsson körde världscuppremiären i Ruka i november–december 2019, men fick sedan tävlingsförbud då hennes testvärden inte nådde upp till skidförbundets hälsokriterier.
Efter ett två månader långt uppehåll var hon tillbaka i världscupen vid Svenska skidspelen i Falun i februari, då hon slutade nia på 10 km (f) den 9 februari. Karlsson tävlade i de två inledande 10 km-loppen av FIS Ski Tour 2020 i Östersund 15–16 februari, men fick sedan inte fortsätta touren. På 10 km (k) i Lahtis den 29 februari blev hon fyra, hennes bästa världscupplacering så långt. Den 1 mars kom Karlssons första pallplats i världscupen, när hon körde andrasträckan i det svenska lag som slutade trea i stafetten.
Karlsson vann senare i mars tremilen i Holmenkollen, efter en sekundstrid mot Therese Johaug. Karlsson låg som mest 1 minut och 8 sekunder efter Johaug men lyckades vinna efter en uppseendeväckande upphämtning. Hon tog därmed karriärens första världscupseger.

### 2020/2021 – nya VM-medaljer
Karlsson inledde VM i Oberstdorf 2021 med silver i skiathlon efter ett dramatiskt lopp där hon körde ihop med Therese Johaug, bröt ena staven och tappade mycket tid på den klassiska delen, men kom tillbaka och blev tvåa efter en spurtuppgörelse med Ebba Andersson på upploppet. Även i nästa lopp över 10 km klassiskt blev det silver för Karlsson efter Johaug. I det avslutande 30 km-loppet låg Karlsson med i tätklungan. Hon krokade dock ihop med Ebba Andersson och blev sedan påkörd av norskan Heidi Weng, men lyckades ändå ta bronset efter att ha förlorat en spurt mot just Heidi Weng. Efter loppet blev hon körd med ambulans till sjukhus.

### 2021/2022: kamp mot Johaug
I de fyra första distanstävlingarna i världscupen turades Karlsson och Therese Johaug om högst upp på prispallen. I premiärhelgen i Ruka 27–28 november vann svenskan 10 km klassiskt och norskan jaktstarten, med Karlsson som tvåa. I Lillehammer veckan efter tog Karlsson hem 10 km fritt medan Johaug segrade på samma sträcka i Davos den 12 december, där Karlsson blev trea. I Ruka tog sig Frida Karlsson även till final i den klassiska sprinten, där hon slutade sexa.
OS i Peking blev en stor besvikelse för Karlsson. I det inledande skiathlonloppet slutade hon femma, vilket blev hennes bästa individuella placering under mästerskapet. Efter loppet kollapsade hon i mål och fick ledas ut av tränare och funktionärer. Liknande scener utspelade sig efter milloppet och Karlsson bröt OS inför den avslutande tremilen. En bronsmedalj i stafetten blev hennes enda medalj från spelen.

### 2022/2023: Seger i Tour de Ski
Säsongen 2022–2023 noterades Frida Karlsson för en slutseger i Tour de Ski. I samband med målgången av den sista etappen kollapsade Karlsson i målfållan och blev liggande medvetslös.

### Privatliv
Karlssons vänskap med landslagsåkaren Maja Dahlqvist har fått mycket uppmärksamhet i media. Duon kallar sig själva ''MDFK'' och bor tillsammans ute på världscuptouren och på landslagets läger.
Karlsson och William Poromaa blev ett av Idrottssveriges mest omskrivna par i samband med att de båda två slog igenom som elitåkare. De träffades redan innan de började på skidgymnasiet i Sollefteå och var sambor i flera år. Efter skid-VM 2023 meddelade de gemensamt att förhållandet var över.

## Resultat

### Pallplatser i världscupen

#### Individuellt
Karlsson har 27 individuella pallplatser i världscupen: tretton segrar (totalsegern i Tour de ski inräknad), nio andraplatser och fem tredjeplatser.
| Säsong  | Datum            | Plats         | Disciplin                   | Placering |
| ------- | ---------------- | ------------- | --------------------------- | --------- |
| 2019/20 | 7 mars 2020      | Oslo          | 30 km masstart (K)          | 1:a       |
| 2020/21 | 28 november 2020 | Ruka          | 10 km individuell start (K) | 2:a       |
| 2020/21 | 3 januari 2021   | Val Müstair   | 10 km jaktstart (F)         | 3:a       |
| 2021/22 | 27 november 2021 | Ruka          | 10 km individuell start (K) | 1:a       |
| 2021/22 | 28 november 2021 | Ruka          | 10 km jaktstart (F)         | 2:a       |
| 2021/22 | 4 december 2021  | Lillehammer   | 10 km individuell start (F) | 1:a       |
| 2021/22 | 12 december 2021 | Davos         | 10 km individuell start (F) | 3:a       |
| 2021/22 | 31 december 2021 | Oberstdorf    | 10 km masstart (F)          | 2:a       |
| 2022/23 | 26 november 2022 | Ruka          | 10 km individuell start (K) | 2:a       |
| 2022/23 | 27 november 2022 | Ruka          | 20 km jaktstart (F)         | 1:a       |
| 2022/23 | 4 december 2022  | Lillehammer   | 20 km masstart (K)          | 1:a       |
| 2022/23 | 10 december 2022 | Beitostölen   | 10 km individuell start (K) | 3:a       |
| 2022/23 | 1 januari 2023   | Val Müstair   | 10 km jaktstart (K)         | 3:a       |
| 2022/23 | 3 januari 2023   | Oberstdorf    | 10 km individuell start (K) | 1:a       |
| 2022/23 | 4 januari 2023   | Oberstdorf    | 20 km jaktstart (F)         | 1:a       |
| 2022/23 | 7 januari 2023   | Val di Fiemme | 15 km masstart (K)          | 2:a       |
| 2022/23 | 8 januari 2023   | Tour de Ski   | Slutresultat                | 1:a       |
| 2023/24 | 25 november 2023 | Ruka          | 10 km individuell start (K) | 3:a       |
| 2023/24 | 6 januari 2024   | Val di Fiemme | 15 km masstart (K)          | 2:a       |
| 2023/24 | 19 januari 2024  | Oberhof       | Sprint (K)                  | 2:a       |
| 2023/24 | 20 januari 2024  | Oberhof       | 20 km masstart (K)          | 1:a       |
| 2023/24 | 28 januari 2024  | Goms          | 20 km masstart (F)          | 2:a       |
| 2023/24 | 11 februari 2024 | Canmore       | 20 km masstart (K)          | 1:a       |
| 2023/24 | 18 januari 2024  | Minneapolis   | 10 km individuell start (F) | 2:a       |
| 2023/24 | 9 mars 2024      | Oslo          | 50 km masstart (K)          | 1:a       |
| 2024/25 | 29 november 2024 | Ruka          | 10 km individuell start (K) | 1:a       |
| 2024/25 | 19 januari 2025  | Les Rousses   | 20 km masstart (K)          | 1:a       |

#### Lag
I lag har Karlsson fem pallplatser i världscupen: två segrar, en andraplats och två tredjeplatser.
| Säsong  | Datum            | Plats       | Disciplin           | Placering | Lagkamrat(er)                     |
| ------- | ---------------- | ----------- | ------------------- | --------- | --------------------------------- |
| 2019/20 | 1 mars 2020      | Lahtis      | 4 x 5 km stafett    | 3:a       | Kalla / Öhrn / Dahlqvist          |
| 2021/22 | 5 december 2021  | Lillehammer | 4 x 5 km stafett    | 2:a       | Ribom / Andersson / Ilar          |
| 2022/23 | 11 december 2022 | Beitostölen | 4 x 5 km mixstafett | 3:a       | Dahlqvist / Poromaa / Halfvarsson |
| 2023/24 | 21 januari 2024  | Oberhof     | 4 x 7,5 km stafett  | 1:a       | Svahn, Andersson, Sundling        |
| 2023/24 | 26 januari 2024  | Goms        | Mixedstafett        | 1:a       | Poromaa, Svahn, Burman            |

### Ställning i världscupen
| Säsong  | Discipliner | Discipliner | Discipliner | Discipliner | Discipliner | Discipliner | Discipliner | Discipliner | Tourer      | Tourer      | Tourer    |      |
| Säsong  | Totalt      | Totalt      | Distans     | Distans     | Sprint      | Sprint      | U23         | U23         | Nord. öppn. | Tour de Ski | VC- avsl. |      |
| Säsong  | Poäng       | Plac.       | Poäng       | Plac.       | Poäng       | Plac.       | Poäng       | Plac.       | Nord. öppn. | Tour de Ski | VC- avsl. |      |
| ------- | ----------- | ----------- | ----------- | ----------- | ----------- | ----------- | ----------- | ----------- | ----------- | ----------- | --------- | ---- |
| Säsong  | 2018/19     | 169         | 40:e        | 74          | 39:a        | 37          | 41:a        | –           | –           | –           | –         | 9:a  |
| Säsong  | 2019/20     | 376         | 22:a        | 312         | 15:e        | –           | –           | –           | –           | 8:a         | –         | i.u. |
| Säsong  | 2020/21     | 435         | 16:e        | 279         | 12:a        | 56          | 27:a        | 435         | 3:a         | 4:a         | DNF       | i.u. |
| Säsong  | 2021/22     | 526         | 12:a        | 480         | 2:a         | 46          | 38:a        | 526         | 1:a         | i.u.        | DNF       | i.u. |
| 2022/23 | 1365        | 6:a         | 835         | 8:a         | 230         | 32          | —           | —           | i.u.        | 1:a         | i.u.      |      |
| 2023/24 | 2309        | 3:a         | 1321        | 5:a         | 733         | 7:a         | —           | —           | i.u.        | 4:a         | i.u.      |      |
| 2024/25 | 433         | 41:a        | 387         | 25:a        | 46          | 73:a        | —           | —           | i.u.        | —           | i.u.      |      |

### Olympiska spel
Karlsson har deltagit i ett olympiskt vinterspel och har vunnit en medalj: ett brons.
| Tävling     | 10 km | Skiathlon | 30 km | Sprint | Stafett | Lagsprint |
| ----------- | ----- | --------- | ----- | ------ | ------- | --------- |
| Peking 2022 | 12:e  | 5:e       | —     | —      | Brons   | —         |

### Världsmästerskap
Karlsson har deltagit i fyra världsmästerskap och har vunnit tolv medaljer: två guld, fem silver och fem brons.
| Tävling         | 10 km  | Skiathlon | 30 km | Sprint | Stafett | Lagsprint |
| --------------- | ------ | --------- | ----- | ------ | ------- | --------- |
| Seefeld 2019    | Silver | 5:e       | Brons | —      | Guld    | —         |
| Oberstdorf 2021 | Silver | Silver    | Brons | —      | 6:e     | —         |
| Planica 2023    | Silver | Silver    | Brons | —      | Brons   | —         |

| Tävling        | 10 km | Skiathlon | 50 km | Sprint | Stafett | Lagsprint |
| -------------- | ----- | --------- | ----- | ------ | ------- | --------- |
| Trondheim 2025 | Brons | 4:a       | Guld  | —      | Guld    | —         |

## Utmärkelser
- Årets nykomling (2019)
- Årets lag (2019)
- Årets prestation på Skidsnack-galan i Expressen TV (2020)[31]